# 東京農業大学国際食料情報学部・大学院国際食料農業科学研究科
東京農業大学国際食料情報学部（とうきょうのうぎょうだいがくこくさいしょくりょうじょうほうがくぶ、英称：Faculty of International Agiruculture and Food Studies）は、東京農業大学の学部のひとつ。東京農業大学大学院国際食料農業科学研究科（とうきょうのうぎょうだいがくだいがくいんこくさいしょくりょうのうぎょうかがくけんきゅうか、英称：Graduate School of International Agiruculture and Food Studies）は、同大学大学院の研究科。

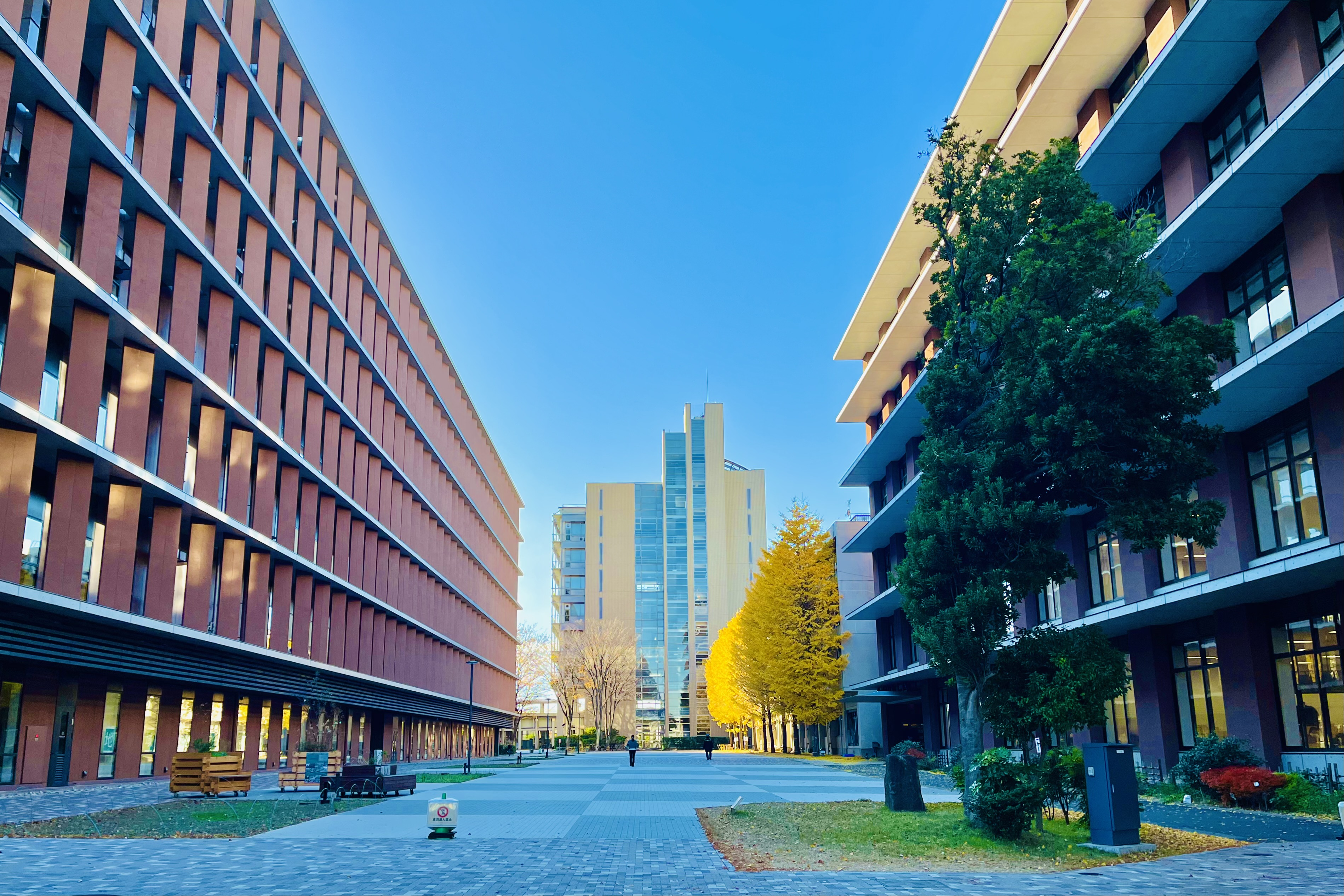
設置されている世田谷キャンパス

農学の一分野である拓植学といった開発途上国・発展途上国への国際協力および農業経済学といった社会科学的な見地から農学を教育、研究がなされる。
日本では東京農業大学のみに設置されている。1998年、農学部を改組して設置された。研究室には1年時から所属する。

## 勤務する主な教員
東京農業大学の人物一覧#教職員参照。

## 沿革
- 1949年 - 学校教育法による学校法人東京農業大学の開学により、農学部が開設される。農業経済学科創設
- 1953年 - 大学院設置。大学院農学研究科修士課程農学専攻および大学院農学研究科修士課程農業経済学専攻設置
- 1956年 - 大学農学部に農業拓殖学科創設
- 1962年 - 大学院農学研究科博士課程農学専攻および大学院農学研究科博士課程農業経済学専攻を設置
- 1990年 - 大学院農学研究科修士課程農学専攻を改組し、国際農業開発学専攻を開設
- 1991年 - 大学農学部農業拓殖学科、大学農学部国際農業開発学科に改称
- 1998年 - 大学農学部を改組し、国際食料情報学部を開設。農学部農業拓殖学科を改称し、国際農業開発学科を、農学部農業経済学科を改称し食料環境経済学科を創設。生物企業情報学科を新設
- 2002年 - 大学院農学研究科修士課程国際農業開発学専攻を博士前期課程に改組し、博士後期課程設置
- 2005年 - 生物企業情報学科を国際バイオビジネス学科へ改称
- 2017年 - 国際食料情報学部に国際食農科学科を新設
- 2021年 - 大学院農学研究科を改組し、国際食料農業科学研究科を創設。農学研究科より国際農業開発学専攻、農業経済学専攻、国際アグリビジネス学専攻が移籍、国際食農科学専攻を新設する

## 組織構成
学部
- 国際食料情報学部
  - 国際農業開発学科
  - 食料環境経済学科
  - 国際バイオビジネス学科
  - 国際食農科学科

大学院（博士前期課程・後期課程）
- 国際食料農業科学研究科
  - 国際農業開発学専攻
  - 農業経済学専攻
  - 国際アグリビジネス学専攻
  - 国際食農科学専攻